# Кастел Вискардо
Кастел Вискардо (на италиански: Castel Viscardo) е малък град и община в Централна Италия. Градът се намира в област (регион) Умбрия на едноименната провинция Терни. На около 130 km южно от Кастел Вискардо е столицата Рим, а на около 70 km на изток е град Нарни. На около 70 km също в източна посока е провинциалният център Терни. Третият голям град от провинцията Орвието се намира на 13 km на изток от Кастел Вискардо. Най-прекият път до Тиренско море е около 75 km на югозапад до курортното селище Монталто Марина, като се минава покрай езерото Лаго ди Болсена. Население 3049 жители от преброяването през 2007 г.